# Setodes asadharana
Setodes asadharana är en nattsländeart som beskrevs av Schmid 1987. Setodes asadharana ingår i släktet Setodes och familjen långhornssländor. Inga underarter finns listade i Catalogue of Life.